# Малиношевський Олександр Володимирович
Малиношевский (Маліношевський) Олександр Володимирович (09.01.1892 м. Глухів — р.с.н.) — український вчитель, музейник.

## Біографія
Народився у Глухові, що на Чернігівщині, 9 січня 1892 року в сім'ї службовця — місцевого чиновника, секретаря повітового з'їзду мирових суддів. Середню освіту здобував у Глухівській та Київській (Печерській) гімназіях, вищу — в Київському університеті Святого Володимира на історико-філологічному факультеті. Після закінчення університету взимку 1917 року призивався на «військову повинність», але через хворобу серця його визнали непридатним до неї. З 1 вересня 1917 року до весни 1919 року працював учителем в Козятині у жіночій та чоловічій гімназіях, залізничній вищій початковій та комерційній школах. Згодом він повернувся до Глухова, де з осені працює в школах І та II ступенів, І семирічці та агрономічній школі. Влітку 1923 року його був призначили на посаду завідувача Глухівським музеєм, одночасно керував V семирічкою у Глухові, працював учителем II семирічки, викладачем на педагогічних курсах колишнього ІНО.
З весни 1925 року переїхав до Луганська, де з 1 квітня 1925 до 15 грудня 1927 року працював завідувачем Державного соціального музею Донбасу (Луганськ). У квітні 33-річний «глухівський варяг» О. В. Малиношевський зі всією родиною переїжджає з Глухова до Луганська. Луганський музей він очолює вже 1 квітня 1925 року, змінивши на цьому місці першу завідувачку музею Софію Іллівну Стефанович. На момент призначення його стаж музейної роботи складав 5 років.
За керівництва О. В. Малиношевського музей розпочав роботу відразу у декількох напрямках: збір експонатів та поповнення фондів музею, організація екскурсійної бази, створення лабораторії, широка просвітницька діяльність. Розпочалося обстеження підприємств вугільної промисловості, а експозиція музею поповнилась експонатами, що надійшли з сусідніх рудників: Голубівського, Краснодонського, Сорокінського, Должанського, Кадієвського та Брянського.
Не забували працівники музею й про сільське господарство. В його експозиції була представлена колекція шкідників поля, яка викликала значний інтерес у сільського населення округу, почали експонувати роботи луганського дослідницького поля. Для створення колекції з місцевого лісництва було надіслане прохання лісникові щодо передачі музею фрагментів дерев різних порід.
Влітку 1926 року згідно з розпорядженням політосвіти здійснювалося обстеження церков Луганської округи. Його проводив сам завідувач музею. Повноцінно вдалося обстежити тільки 4 з 11 районів округи. Були виявлені культові речі, які мали історико-культурну цінність. Акти обстежень були передані до окрадмінвідділу, але до фондів музею вони так і не потрапили.
За головування О. В. Малиношевського Державний соціальний музей Донбасу встановив плідні зв'язки з Всеукраїнською академією наук, музейним відділом Головнауки при Наркомпросі в Москві та Києві. Музей надавав практичну та методичну допомогу сільбудинкам, які були зобов'язані збирати інформацію краєзнавчого характеру.
Енергійна науково-дослідницька, просвітницька робота музею вимагала збільшення штату. В 1926 р. тут налічувалося вже 7 співробітників: О. В. Малиношевський — завідувач музею, М. Г. Штамм — завідувач відділу природи, В. Ф. Кіященко — завідувачка відділу виробництва, О. С. Альбрехт — інструктор з охорони цінностей, С. І. Стефанович — екскурсовод, М. П. Урбанська — секретар та одна прибиральниця.
1 жовтня 1927 року на постійній нараді окрінспектури наросвіти була заслухана доповідь завідувача Державним соціальним музеєм Донбасу О. В. Малиношевського. Члени наради не взяли до уваги практичну пам'яткоохоронну діяльність молодого музею, який постійно розвивався, а вказали на недостатню просвітницьку роботу, слабкий зв'язок з політосвітою. За результатами цієї наради О. В. Малиношевського було звільнено. Варто зазначити, що з самого початку керівництва музеєм у О. В. Малиношевського не склалися відносини з місцевим археологом О. С. Локтюшевим.
Олександр Малиношевський розпочав свою роботу в Луганську в непростий період становлення молодого Державного соціального музею Донбасу. Як людина, яка мала досвід роботи директором музею, він з ентузіазмом присупив до роботи, надавши очолюваному ним закладу форми та змісту дійсно організованої музейної установи. Музей перестав бути просто виставкою цікавих речей, він набув статусу наукового закладу, який всебічно висвітлював історію та культуру регіону, історію його розвитку від прадавніх часів до сьогодення. Цей комплексний підхід до висвітлення історії краю викликав стрімке зростання інтересу серед населення Луганської округи до музею саме як до місця, де можна було отримати всебічну цікаву інформацію.
Упровадження політики українізації сприяло формуванню та розвиткові музейної мережі в регіоні. Саме за три перші роки свого існування в статусі соціального музей заявив про себе як про потужну науково-дослідну установу, яка переймалася охороною пам'яток археології, культури та природи. За роки керівництва О. В. Малиношевського даний заклад розширив штатну чисельність працівників, збільшив кількість наукових відділів, експозиційну роботу, а число відвідувачів невпинно зростало. 
Згодом, отримавши пропозицію від НКО УСРР, він у 1927 р. був переведений на роботу до Конотопського окружного музею — на посаду директора. У подальшому доля О. В. Малиношевського склалася трагічно — 22 лютого 1937 його було заарештовано. Чернігівським обласним судом 2.06.1937 р за статтями 54-10, 54-11 КК УРСР його засудили до позбавлення волі терміном на 5 років. І тільки 15.05.1992 р. О. В. Малиношевський реабілітований прокуратурою області.